# Dariusz Biczysko
Dariusz Biczysko (* 25. Juni 1962 in Zielona Góra) ist ein ehemaliger polnischer Leichtathlet, der sich auf den Hochsprung spezialisiert hat. Seinen größten Erfolg feierte er mit dem Gewinn der Bronzemedaille bei den Halleneuropameisterschaften 1985 in Piräus. 

## Sportliche Laufbahn
Erste internationale Erfahrungen sammelte Dariusz Biczysko vermutlich im Jahr 1981, als er bei den Junioreneuropameisterschaften in Utrecht mit übersprungenen 2,16 m den siebten Platz belegte. 1983 gelangte er bei den Halleneuropameisterschaften in Budapest mit 2,24 m auf den zehnten Platz und im Sommer schied er bei den erstmals ausgetragenen Weltmeisterschaften in Helsinki mit 2,15 m in der Qualifikationsrunde aus. 1985 gewann er dann bei den Halleneuropameisterschaften in Piräus mit 2,30 m die Bronzemedaille hinter dem Schweden Patrik Sjöberg und Oleksandr Kotowytsch aus der Sowjetunion. Daraufhin trat er nicht mehr international in Erscheinung.
1983 wurde Biczysko polnischer Hallenmeister im Hochsprung.